# Snårtjärnarna
Snårtjärnarna är en sjö i Vansbro kommun i Dalarna och ingår i Norrströms huvudavrinningsområde.